# Stenogrammitis luetzelburgii
Stenogrammitis luetzelburgii là một loài dương xỉ trong họ Polypodiaceae. Loài này được Rosenst. Labiak mô tả khoa học đầu tiên năm 2011.